# Le délire et les rêves dans la « Gradiva » de W. Jensen
L'ouvrage de Sigmund Freud intitulé Le délire et les rêves dans la « Gradiva » de W. Jensen (Der Wahn und die Traüme in W. Jensens « Gradiva »), paru en 1907, consiste en l’analyse d'une œuvre de Wilhelm Jensen (1837-1911), Gradiva, fantaisie pompéienne. La nouvelle de l'écrivain intéresse Freud en raison notamment du rêve qui en représente le point de départ. 

## Contexte et histoire du texte
Sigmund Freud aborde la question de la possibilité du recours à des œuvres littéraires pour soutenir la théorisation psychanalytique dès l’origine de ce mouvement. Il lit en 1906 l'ouvrage de Wilhelm Jensen, écrivain de langue allemande, publié en 1903. J.-B. Pontalis indique que la découverte de l’ouvrage par Freud est souvent attribuée à une suggestion de lecture de Carl Gustav Jung, mais que rien ne l’indique dans la correspondance qu’entretenaient ces deux auteurs. S. Freud semble avoir très vite vu l’apport de ce livre pour ses recherches, et il en rédige, dès l’été 1906, un commentaire publié en 1907. Cette même année, il réalise un voyage à Rome et va voir le bas-relief original de la Gradiva au musée vatican Chiaramonti. Il acquiert un moulage de plâtre, qu’il accroche dans son cabinet de consultation à Vienne et qu’il emmène en Angleterre lors de son exil en 1938.
Selon Roger Perron, la nouvelle de l'écrivain que lui avait signalée Jung, est particulièrement intéressante pour Freud en raison du rêve qui en constitue le point de départ. Dans une première partie de son ouvrage, Freud va commencer par « résumer et commenter a minima » la nouvelle de Jensen.

## Le récit de Wilhelm Jensen
Norbert Hanold est un jeune archéologue, professeur d’université d’archéologie et spécialiste de l’antiquité romaine. Il a perdu ses parents dans sa jeunesse et vit dans un grand isolement, ayant reporté tous ses intérêts sur sa profession. Une inflexion du cours de sa vie se produit lorsqu’il est séduit lors d'une visite de musée à Rome, par un bas-relief représentant une jeune fille. Il en acquiert la reproduction. C’est une jeune femme d’environ 20 ans, qui intrigue Norbert à cause de l’apparence de la démarche de la statue qui lève l’arrière du pied presque à la verticale tandis que l’avant est encore posée sur le sol. Aussi, Norbert la surnomme-t-il Gradiva, « celle qui marche en avant ». Il se consacre à comprendre comment elle marche, sans succès. Une nuit, il rêve qu’il voit Gradiva, lors de l’éruption du Vésuve en 79 ap. J.C. qui détruit Pompéi, sans pouvoir prévenir la jeune femme du danger. Peu après, Norbert part en voyage d’étude en Italie et il aperçoit, à Pompéi, une jeune femme dont il se persuade qu’il s’agit de sa statue. Mais, alors que les deux jeunes gens font connaissance, Norbert est progressivement amené à reconnaître en elle Zoé Bertgang (Bertgang est en allemand l'équivalent de Gradiva), une amie d’enfance dont il a tout oublié.
D'après le résumé que fait Freud de la nouvelle, même si Norbert Hanold ne voyait plus son amie depuis des années, il en était resté amoureux sans le savoir, et c'est pourquoi il « avait reporté cet amour sur la jeune femme du bas-relief, Gradiva ». « Gradiva » ainsi reconnue le guérit de son délire qui « fait place à la réalité » : Happy end !

## L'étude de Freud
Freud envisage dans son analyse de la nouvelle de Jensen, les rêves selon l'état d'avancement de ses recherches en 1906, plusieurs années après la publication de son ouvrage théorique, L'Interprétation du rêve (1899 / 1900). Il considère les rêves imaginés comme appartenant au travail du rêve, tout comme les rêves racontés dans l'espace de la cure, se proposant de « s'occuper de rêves qui n'ont jamais été rêvés, qui ont été créés par des écrivains et attribués à des personnes imaginaires dans le cadre d'un récit ». Plusieurs réflexions de Freud sur l'utilisation possible de la Gradiva dans une réflexion sur la psychologie des écrivains apparaissent dans une discussion de la Société du mercredi.

## Publication

### Publication originale
Freud publie son commentaire en 1907 dans une série intitulée Schriften zur angewandten Seelenkunde, destinée à « étendre le champ d'application et par là l'audience de la psychanalyse ». Cette série paraît de 1907 à 1928. Elle comporte 20 monographies, dont Un souvenir d'enfance de Léonard de Vinci. J.-B. Pontalis souligne que ce sont principalement des psychanalystes qui ont contribué à cette collection.

### Éditions françaises
- 1931 : Délire et rêves dans la « Gradiva » de Jensen, traduit par Marie Bonaparte, précédé du texte de Gradiva, traduit par E. Zak et G. Sadoul, Paris, Gallimard, 220 p.
- 1986 : Le délire et les rêves dans la « Gradiva » de W. Jensen, traduit par P. Arhex et R.-M. Zeitlin, précédé de Gradiva, fantaisie pompéienne, traduit par J. Bellemin-Noël, préface de J.-B. Pontalis, Paris, Gallimard, 271 p., complété par trois lettres de Jensen à Freud.
- 2007 : Le délire et les rêves dans la « Gradiva » de W. Jensen, in Œuvres complètes de Freud / Psychanalyse - vol. VIII 1906-1908, Paris, Puf, 288 p., complété par trois lettres de Jensen à Freud, p. 39-134.  (ISBN 978-2-13-054825-6).